# Ranchland No 66
Le district municipal de Ranchland No 66 (anglais : Ranchland No. 66) est un district municipal de 79 habitants en 2011, situé dans la province d'Alberta, au Canada.

## Démographie
| 2011 | 2016 |
| ---- | ---- |
| 79   | 92   |